# 温泉 (秘) 大作戦
『温泉 (秘) 大作戦』（おんせんまるひだいさくせん）は、2004年から2016年まで朝日放送（現：朝日放送テレビ）とトレンドの制作により、テレビ朝日系で放送されたテレビドラマシリーズ。全18回。主演は森口瑤子。
正式タイトルは『温泉㊙大作戦』と表記される。
廃業の危機に瀕している日本全国の旅館を再建するため、城ノ内コンサルティングの社員が一丸となって最善を尽くすが、派遣先では必ず殺人事件が発生してしまう。最終的には社員が協力し合って、旅館の再建とともに事件までも解決する。
放送枠は「土曜ワイド劇場」（第1作 - 第16作）、「土曜プライム・土曜ワイド劇場」（第17作・第18作）。
当初は、2017年以降も放送予定だったが、レギュラー出演していた野際陽子が2017年6月13日に肺腺癌により病死、さらに第2作と第3作に出演していた朝丘雪路が2018年4月27日にアルツハイマー型認知症で死去したため、2016年の第18作をもってシリーズ完結となった。

## 登場人物

### 城ノ内コンサルティング
星野さつき
演 - 森口瑤子
経営のスペシャリスト。元銀行員（東都銀行）。ファイナンシャル・プランナーの有資格者である。各旅館の帳簿を見ただけであらゆる情報を全て把握してしまう。
明るい性格で常に笑顔。ムードメーカー的存在で、従業員とメンバーがぶつかったときには仲裁役に回る。おいしいものに目がなく、恵美と気が合う。単独行動してしまうことがある。
旅館コンサルタントであることを明かす際は和装であることが多い。
島慎之介
演 - 東幹久（若き日：熊川雄大〈第2作〉）
創作料理のスペシャリスト。愛称は「慎さん」。妥協を許さず、「料理にも旅館独自の気配りを感じさせること」がモットーで、板場の意識改革に尽力する。
曲がったことが大嫌いで真面目過ぎる。熱血すぎるが故に板前らと対立することもある。
大分県大分市佐賀関出身。
第14作にて、10年前に中国で失踪した男性と瓜二つのために、2度にわたって何者かに襲撃されるという災難に見舞われた。
森田梢
演 - 高樹マリア（第4作 - ）
おもてなしのスペシャリスト。フランスのホテルでのコンシェルジュの経歴を持っている。
事件推理の際は憶測を言うことが多い。
岩田幸平
演 - 村田雄浩
温泉のスペシャリスト。効能や成分を的確に把握できる。
石川県輪島市出身。
元警視庁刑事。普段は温厚、のんびりとしているために能天気に見られがち。いざとなると慎之介を越すほどの熱血な男。過去の職業を生かして聞き込みなどをして事件解決に貢献する。
作品内での入浴シーンではテレビ電話で城ノ内の指令を受けた後に水没させるのがパターン化している。男湯と女湯の交換がある位まで入っているほどの長風呂派（掃除にやって来たさつきと梢に出くわし、素っ裸で立ち上がり、叫ばれ、後から来た慎之助にそれを指摘されるのもお約束）。
第2作の5年前に東北の温泉宿で板前をしていた島慎之介と初めて出会った（第2作）。
城ノ内愛子
演 - 野際陽子（第1作 - 第15作・第17作・第18作）
「城ノ内コンサルティング」社長。元ホテルインスペクター。業界での事情に精通し、コンサルタントとしてカリスマ的存在。
富山県出身。
時には厳しいことを言いつつもさつきらを信用しており、事件解決に協力する。普段は柔らかい物腰ながら、進藤聖子らの悪事に対して対抗心を燃やす。
出番は各話ごとの中盤が多い。
毎回立て直しの舞台となる都市の特産物（魚介類）を寿司屋で食べ、そこに岩田が事件調査の報告にやって来るのが定番（岩田は自分も寿司を食べようとするが、すぐに調査に送り出す）。
第16作は野際が闘病中のため、さつきらに電話をかけてくるシーンのみの登場（ただし声は聞こえない）。
「ウーマンプレジデントクラブ」幹部会の会長でもある（第14作）。

### 元城ノ内コンサルティングのスタッフ
桜井恵美
演 - 星野有香（第1作 - 第3作）
おもてなしのスペシャリスト。アメリカの大学でホテル経営学を学んだ。英語も堪能。華道や茶道をも心得ており、部屋のみならず、細かいところまで手の行き届いたサービスを提供する。
さつきと同様、おいしいものには目がない。
原田加代子
演 - 高瀬春奈（第12作）
城ノ内コンサルティングの元社員。星野さつきの先輩。松本功一との結婚式の最中に突然昏倒し死亡。原因はヒ素中毒。

### 城ノ内コンサルティング関係者の親族
島正一
演 - 中尾一貴（第2作）
島慎之介の兄。元漁師。15年前、海が荒れている日に漁に出たが漁船が転覆し死亡。
岩田時子
演 - 五月晴子（第4作・第15作）
岩田幸平の母。
城ノ内沙紀
演 - 小野真弓（第7作）
城ノ内愛子の姪。南砺市観光局の職員。

### その他
徳永小次郎
演 - 高松しげお（第1作・第2作）
刑事。
進藤聖子
演 - 朝丘雪路（第2作・第3作）
旅館を廃業させ、リゾート開発で莫大な財をなしている「グローバル開発」という大手ホテルチェーンの女社長。上品なイメージとは裏腹に時には強引で卑劣な手段を取ることがある。実は城ノ内愛子とは昔からの顔見知り。
大将
演 - 平坂政隆（第5作 - 第11作）
すし屋「たいら」大将。

### ゲスト
第1作「〜星野さつきの事件簿〜伊豆稲取で海の宝石ギンデイをゲットせよ！」（2004年）
- 中嶋典子（伊豆稲取温泉旅館「あさひな」仲居） - 芳本美代子（幼少期：笹田かりん）
- 満代（「あさひな」仲居頭） - 松井紀美江
- 山岸章（「あさひな」従業員） - 菊池均也
- 丸山俊夫（グローバル開発 営業部 部長） - 木下ほうか
- 山口由香（料理記者） - 小高麻友美
- 節子（「あさひな」仲居） - 白鳥美羽
- 亜紀（「あさひな」仲居） - 堀真弓
- 田崎優（インテリア会社経営） - 夏木陽介
- 吉田（刑事） - 大塚幸太
- 高木守男（「あさひな」番頭） - 鈴木慎平
- 浜田（漁師） - 近童弐吉
- 細田圭介（「あさひな」板前） - 倉田操
- 村川大助（稲取漁業協同組合長） - 山谷初男
- 小沢安治（「あさひな」板長） - 鹿内孝
- 橘香子（「あさひな」女将） - 剣幸

第2作「大分佐賀関で海の奇跡関サバをゲットせよ！」（2005年）
- 吉沢真由美（旅館「きくや」女将・島正一の元婚約者） - 中村由真
- 下条久志（金融屋） - 鷲生功
- 角沢敏夫（グローバル開発 社員） - 菅田俊
- 北原勇吉（志保と勲の父・筋湯観光ホテル「九重 悠々亭」先代・3年前死亡） - 田畑猛雄
- 北原勲（志保の弟・「九重 悠々亭」専務） - 井之上チャル
- 坂田辰夫（坂田水産 社長） - 小嶋尚樹
- 山岸章太（「九重 悠々亭」板前） - 山本大介
- 富代（「九重 悠々亭」仲居） - たぬき
- 伸江（「九重 悠々亭」仲居） - 鯨エマ
- 沙希（「九重 悠々亭」仲居） - 堀真弓
- 篠田洋子（旅館「篠田屋」女将） - 中江智子
- 黒田一平（漁師・島慎之介の友人） - 平賀雅臣
- 老人 - ジェリー藤尾
- 梶山安志（「九重 悠々亭」板長） - 誠直也
- 園田静子（「九重 悠々亭」の客・小説家） - 草村礼子
- 北原志保（「九重 悠々亭」女将） - 生稲晃子

第3作「北海道松前で海の王者本マグロをゲットせよ！」（2006年）
- 竹芝哲平（菓子店社長・環の恩師の息子） - 布川敏和
- 漁師 - 前田耕陽
- 安沢健太（温泉旅館「矢野」板前） - 福井晋
- 山下芳江（温泉旅館「矢野」仲居） - 棟里佳
- 鈴木真理（温泉旅館「矢野」仲居） - 奥野月琴
- 田中千恵（温泉旅館「矢野」仲居） - 堀まゆみ
- 宮永（刑事） - 鷲巣吾朗
- 水谷（刑事） - 宮村優
- 谷山弘道（税理士） - 森山潤久
- 冬木高雄（道南キャピタル 社員） - 小島康志
- 須藤浩子 - 中江智子
- 少女 - 村上陽菜
- 佐野達也（温泉旅館「矢野」板長） - 河原さぶ
- 有島恭一郎（道南キャピタル 社長） - 中山仁
- 竜崎勝彦（温泉旅館「矢野」支配人・グローバル開発 重役） - 白竜
- 佐久間環（温泉旅館「矢野」女将） - 安奈淳

第4作「能登半島輪島温泉を巡る究極のズワイガニと伝統の技 輪島塗の美に隠された連続殺人の謎！」（2007年）
- 田村美由紀（「ホテル高州園」仲居頭） - 吉野公佳
- 柴野勝彦（健三の息子・「ホテル高州園」従業員） - 西興一朗
- 川内冴子（「ホテル高州園」仲居） - 亜南
- 小島幸枝（「ホテル高州園」仲居） - 田井弘子
- 棚橋龍二（「ホテル高州園」板長） - 真夏竜
- 中村弘至（「ホテル高州園」板前） - 笠兼三
- 水谷正平（輪島警察署 刑事） - 加瀬尊朗
- 島田和代（コンパニオン） - 西本はるか
- 柴野健三（漆器問屋 元主人・故人） - 志賀圭二郎
- 漁師 - 赤星昇一郎
- 花村淳子（「ホテル高州園」女将） - 山口いづみ
- 長井大作（輪島警察署 刑事） - でんでん
- 花村康夫（淳子の夫・「ホテル高州園」社長） - 斎藤洋介
- 後藤明利（輪島塗作家） - 石丸謙二郎
- 後藤久子（後藤の妻） - 東てる美

第5作「仕掛人vsホテル買収人 山口県長門温泉郷をめぐる謎の連続殺人！下関のトラフグと日本海仙崎イカの究極料理！」（2008年）
- 西邑妙子（綾子の姉・湯本観光ホテル「西京」女将） - 烏丸せつこ
- 石井一也（AK観光 社員） - 井田國彦
- 西邑綾子（真田の元妻・4年前死亡） - 古川りか
- 本間浩之（長門温泉郷開発 本部長） - 長江健次
- 東都銀行 支店長 - 入川保則
- 中野亘（「西京」板前） - 渡邉紘平
- 長井大作（刑事部長） - 吉沢眞人
- 水谷一郎（刑事） - 麻倉卓也
- 立川秋江（「西京」仲居） - 渡辺杉枝
- 豊田康子 - 杉田浩子
- 日野めぐみ - 大沢名里
- 高橋三郎（トラック運転手・神田の元弟子） - 中脇樹人
- 武藤弘（萩焼講師） - 高橋豊
- 仲買人 - 藏内秀樹
- 若い漁師 - 平子テツミチ
- 安田孝彦 - 八木岱士
- 西邑竜一（「西京」社長・婿養子） - 山田辰夫
- 行商のおばあさん - 山田スミ子
- 神田真輔（「西京」板長） - なべおさみ
- 真田信吾（星野さつきの銀行員時代の恩人・フリーの経営コンサルタント） - 京本政樹

第6作「旬を喰らう真夏の伊勢志摩！アワビの踊り食い 海女さん料理に夏野菜 真珠をめぐる謎の連続殺人事件！」（2008年）
- 高村恵子（「ホテル慶泉」女将・元海女） - 坂口良子
- 葛城孝一（真珠店経営） - 村野武範（中学時代：持丸加賀）
- 眞鍋敦士（「ホテル慶泉」板長・島慎之介の兄弟子） - 天宮良
- 黒崎浩二 - 中西良太
- 小柳征夫（「ホテル慶泉」支配人） - 武野功雄
- 新藤（刑事） - 山本龍二
- 結城千枝子（「ホテル慶泉」仲居頭） - 鈴木美恵
- 内村和美（「ホテル慶泉」仲居） - 阿南敦子
- 中條友里 - 鈴木由花
- 富永早苗 - 佐藤奏
- 山本稔（刑事） - 福田裕也
- 池内弥生（「まとや旅館」若女将） - 福地香代
- 柄本武司（「ホテル慶泉」板前） - 加藤仁志
- 海女 - 竹下明子、猫田直
- 相原由美 - 小川あさ美
- 小嶋千佳 - レイナ
- 漁師 - 鳥羽一郎（友情出演）
- 農夫 - 松浪健四郎（友情出演）
- 葛城美佐子（葛城の妻） - 波乃久里子（中学時代：高井泉帆）
- 萩原昇造（島慎之介の師匠） - 寺田農（中学時代：光平崇弘）

第7作「秘境の一軒宿と合掌造り 氷見の寒ブリ食べつくし！連続殺人に巻き込まれた師弟愛の悲劇！」（2009年）
- 飯倉美穂子（光男の姉・「大牧温泉」女将） - 川上麻衣子
- 飯倉靖男（「大牧温泉」支配人・美穂子の亡き夫の弟） - 金山一彦
- 近藤光男（城ノ内沙紀の婚約者・井波彫刻師） - 菊池健一郎
- 中野庄吉（「大牧温泉」板長） - 春田純一
- 冬木（南砺東警察署 刑事） - 青島健介
- 佐久間聡子（「大牧温泉」仲居頭） - 矢野いづみ
- 清水かおり（「大牧温泉」仲居） - 葵うらら
- 松田君代（「大牧温泉」仲居） - 寺田このみ
- 倉田百枝（「大牧温泉」仲居） - 小林美穂
- 須藤（南砺東警察署 刑事） - 稲葉大助
- 長谷部三郎（板前） - 湯川尚樹
- 田中（常連客） - 関えつ子
- 三原卓真（伝統工芸出版 社長・美術評論家） - 草見潤平
- 佐竹啓吾（佐竹工房 店主・井波彫刻師） - 深水三章
- 西園寺奈美（ギャラリー経営） - 松金よね子
- 岸谷麗子（小泉の弟子） - 中島ひろ子
- 小泉辰則（小泉工房 店主・井波彫刻師） - 下條アトム

第8作「鳴門のうず潮に引き裂かれた夫婦愛！隠蔽された刑事失踪事件の真実を暴く美人妻VS仕掛人!!」（2009年）
- 佐山美枝子（リゾートホテル「ルネッサンスリゾート・ナルト」マネージャー） - 清水美沙
- 西岡幸也（「ルネッサンスリゾート・ナルト」総料理長） - 北見敏之
- 佐山武彦（美枝子の夫・5年前から行方不明） - 四方堂亘
- 小杉健一（ブルーリゾート 社員） - 志村東吾
- 尾野雄二（鳴門警察署 刑事） - 佐久間哲
- 佐倉希（「ルネッサンスリゾート・ナルト」客室係） - 須藤温子
- 三宅綾子 - 山田真由子
- 石橋澄子 - 金澤雅美
- 小畑健吾（ベルボーイ） - 滝川英治
- 加藤尚行（レストランのウェイター） - 青木将彦
- 三枝孝太 - 沢井正棋
- 梅宮昌人 - 青木峻
- 山脇恵（パティシエ） - 秋山多奈
- 戸部正晴（コック） - 松嶋亮太
- 丸山和成（徳信銀行 融資担当） - 並木幹雄
- 日下部直樹（徳信銀行 元融資担当・故人） - 二橋進
- 大林 - 田中ゆみ
- 富樫 - 福原正義
- 森川貴文（「ルネッサンスリゾート・ナルト」オーナー） - 山本紀彦
- 佐山道夫（武彦の父・漁師） - 長谷川哲夫
- 江上尚（「ルネッサンスリゾート・ナルト」の客） - 三浦浩一
- 木之下守（浅海悦郎の私設秘書） - 美木良介

第9作「美人女将とパパラッチ!? 早春の気仙沼を巡る連続殺人！盗撮に秘められた驚愕の真実!! 究極のカキとフカヒレ三昧！」（2010年）
- 阿部ゆかり（魚の仲買人・星野さつきの銀行員時代の後輩） - いしのようこ
- 阿部徹（ゆかりの弟・魚の仲買人見習い） - 斉藤陽一郎
- 高橋哲也（「気仙沼プラザホテル」支配人） - 阪田マサノブ
- 秋吉（刑事） - 永田耕一
- 光田太郎（徹の友人・漁師） - 瀧澤明弘
- 中根和代（「気仙沼プラザホテル」仲居） - かんのひとみ
- 仲田富美 - 宇津井香織
- 那珂川美恵（「気仙沼プラザホテル」仲居） - 石井あす香
- 中尾芳子（「気仙沼プラザホテル」仲居） - やない由紀
- 板倉（「気仙沼プラザホテル」板前） - 中村翼
- 高山（気仙沼警察署 刑事） - 羽柴誠
- 佐々木（「気仙沼プラザホテル」板前） - 荒野哲朗
- 牡蠣養殖業者 - 岸端正浩
- 深見（フカヒレ業者） - コビヤマ洋一
- 貝塚雄介（貝塚水産 社長・仲買人） - 山上賢治
- 酔っ払いの仲買人 - 戸田南
- 中国人客 - ワンチャオ
- 内藤裕次郎（「気仙沼プラザホテル」板長代理） - 柳沢慎吾
- 阿部竜作（ゆかりの父・魚の仲買人） - 森次晃嗣
- 阿久沢吾朗（カメラマン） - 徳井優
- 田部琴子（「気仙沼プラザホテル」オーナー） - 市毛良枝

第10作「豪雪青森・浅虫温泉！美人料理長が振舞う極上海の幸!! 老舗旅館に生まれた兄弟の壮絶人生と連続殺人の悲劇!!」（2011年）
- 藍本静江（旅館「南部屋」板長・島慎之介の修業時代の妹弟子） - 菊池麻衣子
- 桜木修二（喜和子の末の弟・10歳で母方の遠い親戚に養子に出される） - 池内万作
- 大川龍平（龍太郎の息子） - 細山田隆人
- 赤井のり子（「海扇閣」仲居） - 井上ユカリ
- 黒井千春（「海扇閣」仲居） - 中村ひろみ
- 白井ふみえ（「海扇閣」仲居） - 斎藤ナツ子
- 柳澤剛志（「海扇閣」板長） - 谷本一
- 松山明哲（「海扇閣」板前） - 高橋良輔
- 船木常勝（青森警察署 刑事） - 本城丸裕
- 石沢誠光（青森警察署 刑事） - 植田健
- 梅子おばあ - 高間智子
- 竹子おばあ - 大原真理子
- 松子おばあ - 池田道枝
- 津軽ビードロ職人 - 芳賀清二
- 津軽三味線弾き手 - 下山昭義
- 大川龍太郎（喜和子の弟・「南部屋」社長） - 中丸新将
- 飯野孝之（喜和子の妹の夫・「海扇閣」支配人） - 国広富之
- 蒼井逸子（「海扇閣」仲居頭） - 李麗仙
- 大川喜和子（「海扇閣」女将） - 水野久美

第11作「世界遺産の露天風呂に謎の美女？熊野古道と那智の滝 パワースポットに渦巻く女の情念！連続殺人！死体は二度殺された!?」（2012年）
- 龍村真佐子（旅行雑誌記者・元新聞記者） - 佐藤藍子
- 安藤豊（旅行会社社員） - 河相我聞
- 浦田亜樹（冬美の娘・「ホテル浦島」若女将） - 吉村涼
- 山田納（那智勝浦警察署 刑事） - 青山勝
- 松田恵一（那智勝浦警察署 刑事） - 伊藤毅
- 市川朝子（「ホテル浦島」仲居頭） - おおたにまいこ
- 山東歌子（「ホテル浦島」仲居） - 成美智子
- 仁藤郁恵（「ホテル浦島」仲居） - 木下かれん
- 矢田裕次郎（「ホテル浦島」板前） - 斉藤一平
- 高橋徹（「ホテル浦島」板前） - 安永稔
- 庄司喜代美（元添乗員・故人） - 後藤祐里
- 浦田冬美（「ホテル浦島」大女将） - 高林由紀子
- 女性客 - 坂本真衣
- 小西栄作（「ホテル浦島」板長） - 島田洋八
- 中村聡子（マッサージ師） - 田根楽子
- 和泉蘭子（観光比丘尼） - 丘みつ子

第12作「北海道洞爺湖に渦巻く美人三姉妹の陰謀!? 花嫁殺人に秘められた愛と憎しみの25年！」（2013年）
- 松本孝子（功一の長女・松本農園 従業員） - 藤田朋子
- 松本純子（功一の次女・「洞爺サンパレス」料理長） - 国生さゆり
- 佐野満子（功一の三女） - 有森也実
- 松本琢磨（孝子の夫・婿養子・松本農園 従業員） - 冨家規政
- 佐野政喜（満子の夫・農場経営） - 宮下裕治
- 長井敬二（北海道警察 刑事） - 芹澤名人
- 葛西恵治（北海道警察 刑事） - 有馬拓人
- 三村美恵（「洞爺サンパレス」従業員） - 白井絵莉
- 新田史子（「洞爺サンパレス」従業員） - 関口春菜
- 市川瞳（「洞爺サンパレス」従業員） - 松田実里
- 岡村広吉（「洞爺サンパレス」料理長） - 藤井大督
- 関本聡（「洞爺サンパレス」コック） - 村上賢
- 内藤貢（「洞爺サンパレス」支配人） - 河西健司
- 松本功一（松本農園 社長・娘たちの反対を押し切り原田加代子と再婚） - 津嘉山正種
- 飯塚太一（功一の同級生・松本農園 従業員） - 秋野太作

第13作「仙台・秋保温泉に蘇る怨讐の殺意！エリート医師の野望と謎の宿泊者たち!! 究極のおもてなしが真実を暴く！」（2014年）
- 石森可奈子 - 大路恵美

「ホテル瑞鳳」仲居。新任であるが、仲居歴は15年と長い。
- 松尾典子 - 大竹一重

小春の姉。小春と共に姉妹でスナックを経営。
- 松尾小春 - 遊井亮子

櫻離宮の宿泊客。姉と共にスナックを経営している。母親の命日に遺影を持って離宮に宿泊。
- 板野譲治 - 金児憲史

北仙台中央病院外科医で、宮城県地域医療の会幹事。学会中止を求める脅迫状に対して強硬な態度をとるが、学会当日に死体で発見される。
- 梶川康男 - 池田努

医師。板野と同じく、宮城県地域医療の会幹事。既婚者。
- 田口明利 - 鈴木正幸

「ホテル瑞鳳」板長。
- 茶沢久恵 - 秋山りこ

茶沢健三の娘。櫻離宮に父と共に宿泊。
- 那珂川歌絵 - 宮沢多季

「ホテル瑞鳳」仲居。
- 仲村郁子 - 中野若葉

「ホテル瑞鳳」仲居。
- 中居明美 - 和泉佑三子

「ホテル瑞鳳」仲居。
- 岡林恵治 - 相澤一成

宮城県警察の刑事。階級は警部補。板野の変死事件を担当。
- 関本啓子 - 松田沙紀

宮城県警察の刑事。
- 坂上哲太 - 松川荘八

医師。宮城県地域医療の会幹事。脅迫状が送られる数日前に、自身が勤務する病院の屋上から謎の転落死を遂げる。
- 滝沢純 - 伊藤晃一

京香の息子。元医師。15年前、クモ膜下出血で死亡。
- 斉藤竜介 - 大高洋夫

「ホテル瑞鳳」支配人。
- 茶沢健三 - 松澤一之

野菜農家。板野と梶川に強い恨みを持っているらしく、「お前たちは人殺し同然だ！」と二人に掴みかかる騒ぎを起こす。
- 滝沢京香 - 藤田弓子

病院理事。なぜか、自分の担当になった可奈子を「担当から外してほしい」とさつきに申し出る。

第14作「南部鉄器の美人職人と美肌効果の露天風呂！10年前に死んだはずの恋人が帰ってきた!? 八幡平の大自然と秘湯をめぐる連続殺人の謎！」（2014年）
- 及川優子 - 中山忍

南部鉄器職人。温泉旅館「松川荘」女将の娘で三姉妹の長女だが、実は養女。
- 中沢雄三 - 中本賢

千恵の結婚相手。
- 及川里菜 - 北川弘美

「ホテル安比グランド」従業員。三姉妹の三女。
- 久本洋司 - 長谷川朝晴

南部鉄器職人で、優子の婚約者。
- 高岩竜一 - 木下ほうか

高岩鉄器社長。篠田鉄器をライバル視。
- 大谷三平 - 新井康弘

「ホテル安比グランド」支配人。
- 及川千恵 - 宮内知美

及川三姉妹の次女。東京で通信販売会社を経営。
- 白鳥裕司 - 山田明郷

「ホテル安比グランド」総料理長。
- 杉山道子 - 星光子

「ウーマンプレジデントクラブ」幹部会メンバー。
- 小島広吉 - ホリベン

岩手県警察の刑事。
- 山本聡 - 神谷昇

岩手県警察の刑事。
- 篠田大作 - 寺田農

優子と洋司の師匠。優子の家族仲を気にかける。
- 中国人店主 - 神龍宏夢

- 及川琴乃 - 松原智恵子

松川温泉の旅館「松川荘」女将で、三姉妹の母。
- 篠田潤一 - 東幹久

篠田大作の息子。南部鉄器職人だったが10年前に中国で謎の失踪を遂げる。島慎之介と容姿が瓜二つで、このことが慎之介の受難の要因となった。

第15作「出雲大社が結んだ美人女将の数奇な縁！パワーストーンの神秘が運命を変えた？美肌の玉造温泉と宍道湖を巡る愛憎の連続殺人!!」（2015年）
- 姫島珠緒（「ホテル玉泉」女将） - 藤吉久美子
- 小沢雅恵（農協観光島根支店 社員） - 中山エミリ
- 姫島翔太（珠緒の弟・いずもまがたまの里「伝承館」職人） - 蟹江一平
- 樫山高志（「ホテル玉泉」支配人） - 中西良太
- 板倉正吉（「ホテル玉泉」板長） - 徳井優
- 涌井圭吾（経済ジャーナリスト） - 井田國彦
- しじみ漁師 - 及川いぞう
- 高野和歌子（民謡歌手・岩田幸平の見合い相手） - 秋本祐希
- 吉沢詩子（「ホテル玉泉」仲居頭） - 山崎千惠子
- 金本（島根県松江西警察署 警部） - 吉見幸洋
- 「ホテル玉泉」板前 - 金子裕
- 新島郁恵（「ホテル玉泉」仲居） - 羽賀奈美
- 市村亜由美（「ホテル玉泉」仲居） - 西崎あや
- 橋本（島根県松江西警察署 刑事） - 矢野竜司
- 鷺沼拓也（詐欺師・15年前刺殺） - 下元佳好
- 殿村龍介（「伝承館」職人） - 渡辺いっけい

第16作「鹿児島県指宿の天然砂蒸し温泉！7年熟成された鰹節でとる究極の出汁 20年間の怨讐を秘めた薩摩切子！殺人事件に翻弄された美人若女将の後継奮闘記!!」（2015年）
- 泉華（康太郎の娘・「白水館」若女将） - 小沢真珠
- 向山茜（五郎の娘・「ラーメン さく」店員） - 菜葉菜（幼少期：香具来実）
- 新田修司（「白水館」支配人） - 阿南健治
- 若狭貫太郎（「白水館」板長） - 吉満寛人
- 服部権蔵（砂蒸し温泉風呂の従業員） - 沼田爆
- 谷川茂一（「白水館」の客） - 花王おさむ
- 谷川圭子（茂一の妻・「白水館」の客） - 三谷侑未
- 織部茂（「白水館」植木職人） - 林和義
- 本間（刑事） - 桐生コウジ
- 里中（刑事） - 横塚真之介
- 東野咲子（「白水館」元従業員・20年前死亡） - 中村ひろみ
- 間島吉純（温泉マニア） - ベンガル
- 田村瑞穂（白水館内「喫茶あこう」店主） - 萩尾みどり
- 鈴木美枝（「白水館」仲居） - 林田麻里
- 磯谷まゆみ（「白水館」仲居） - 東美菜
- 山浦裕子（「白水館」仲居） - うえきみゆ
- 誠一（「白水館」板前） - 成清正紀
- 上田優司（「白水館」板前） - 田上晃吉
- 「白水館」フロントスタッフ - 若狭勝也
- 村山香（「白水館」フロントスタッフ） - 小澤葵
- 泉康太郎（「白水館」社長） - 林与一
- 向山五郎（「ラーメン さく」店主） - 綿引勝彦

第17作「香川うどん県こんぴら温泉！瀬戸内海の孤島に甦る哀しみの兄妹伝説!? 掘り起こされた頭蓋骨と復讐鬼の父子殺人！届かない母への愛と真心の郷土料理」（2016年）
- 崎本太陽（写真家） - 高橋和也
- 北浦ちひろ（ことひら温泉「琴参閣」仲居） - 東風万智子
- 大迫俊充（「琴参閣」支配人・元ミュージシャン） - 石橋保
- 北浦雅弘（ちひろの兄） - 佐野圭亮
- 古賀マキオ（月刊「たびゞと」編集者） - 細山田隆人
- 郷田正（塩田原の執事） - 中島久之
- 塩田原明彦（丸亀市 本島の当主） - 平賀雅臣
- アユ（モデル） - 伊藤花菜
- 青柳裕二（琴平南警察署 刑事） - 西沢仁太
- 壷井（琴平南警察署 刑事） - 堤匡孝
- 彩乃（「琴参閣」仲居） - 斎藤ナツ子
- 「琴参閣」仲居 - 辻本瑞貴
- 三田綾香（「琴参閣」仲居） - 板木彩香
- 塩田原一（明彦の父・故人） - 福田善晴
- 悠斗（ちひろの婚約者・笹部オリーブ園 経営者） - 安居剣一郎
- 琴平町の住人 - 町野あかり
- 平田昭夫（漁師） - 不破万作
- 玉城裕也（「琴参閣」料理長） - 赤塚真人
- 北浦すゞ子（雅弘とちひろの母・いただきさん） - 根岸季衣

第18作「世界自然遺産・知床 オホーツクに沈む夕陽！天に続く道！大自然の秘湯!! 地の涯に逃げた女と謎の美少女!? ワケあり同級生を巻き込んだ連続殺人事件の驚愕の真実!!」（2016年）
- 高橋陽子（ネイチャーガイド、本名「園田忍」） - いしのようこ
- 北村奈美（「知床グランドホテル 北こぶし」社長） - 笛木優子
- 田中英治（奈美の元夫・無職） - 河相我聞
- 岡林博司（北海道警察 刑事） - 金山一彦
- 横井亮介（「知床グランドホテル 北こぶし」料理長） - 河西健司
- 広瀬拓郎（「知床グランドホテル 北こぶし」料理人・奈美の幼馴染・元網走刑務所 服役囚） - 斉藤陽一郎
- 水島翔子（「知床グランドホテル 北こぶし」の一人客） - 瑠衣夏（幼少期：井上結月）
- 若田保（「知床グランドホテル 北こぶし」板前） - 久保山知洋
- 三沢（「知床グランドホテル 北こぶし」従業員） - 山口奈緒
- 仁科郁子（「知床グランドホテル 北こぶし」従業員） - 鯉迫ちほ
- 市村（「知床グランドホテル 北こぶし」従業員） - 上杉奈央
- 関本高志（北海道警察 刑事） - 飛坂光輝
- 地元の漁師 - 植村喜八郎
- 蓮見冴子（「知床グランドホテル 北こぶし」の一人客・一級建築士） - 大島さと子

## スタッフ
- 脚本 - 成瀬活雄（第1作・第2作）、清本由紀（第3作 - 第5作・第9作 - 第15作・第18作）、児玉頼子（第6作・第8作）、五十嵐暁美（第7作）、桑原裕子（第16作）、岡本貴也（第17作）
- 監督 - 合月勇、雨宮望
- 撮影 - 横手丘二（第1作・第3作・第4作）、さのてつろう（第2作）
- 照明 - 木川豊（第1作 - 第4作・第6作 - 第8作）
- 音声 - 杉山直樹（第1作）、倉上宏之（第2作）、中村雅光（第3作・第4作・第6作 - 第8作）
- 選曲 - 佐藤啓（第1作 - 第4作・第6作・第7作）、金貞陽一郎（第8作）
- 効果 - 佐々木英世（第1作・第6作・第7作）、小川広美（第2作・第4作）、橋本正二（第3作）、朝倉三紀子（第8作）
- 編集 - 小松直人（第1作 - 第4作・第6作 - 第8作）
- VE - 市原敬司（第1作・第3作・第4作・第6作 - 第8作）、野村俊樹（第2作）
- EED - 白水孝幸（第1作・第3作）、佐藤利史（第2作・第4作・第6作 - 第8作）
- MA - 河野弘貴
- 技術デスク - 飯田次郎（第3作・第4作・第6作 - 第8作）
- 美術プロデューサー - 森川一雄（第3作・第4作・第6作）、岸田洋治（第7作・第8作）
- 美術 - 北谷岳之（第1作）、山崎輝（第2作・第3作）、黒田享大（第4作）
- 美術進行 - 佐野奈緒美（第1作）、大庭勇人（第2作）
- 装飾 - 池田護（第1作）、鈴木隆之（第2作）、常盤俊春（第3作）、早坂英明（第4作）、岸田洋治（第6作）、小林宙央（第7作・第8作）
- 小道具 - 荒井理恵子（第4作）
- 持道具 - 和泉直子（第1作）、京極友良（第2作）、小澤圭美（第3作）、早坂英明（第6作）、山内栄子（第7作・第8作）
- 衣裳 - 浅田晶子（第1作）、笹森繁子（第1作）、藤木伊佐子（第2作）、伊藤栄子（第2作）、岡村美香（第3作）、落合厚子（第3作）、多勢美智子（第4作）、百井豊（第6作 - 第8作）
- 着物スタイリスト - 冨田伸明（第4作）、風間千代子（第6作 - 第8作）
- スタイリスト - 土屋直世、谷口みゆき
- メイク - 鈴木麻衣子、堀ちほ（第1作）、青木映子（第1作）、山本理恵（第2作 - 第4作・第6作 - 第8作）、持丸あかね（第2作）、佐々木博美（第3作・第6作・第7作）、富田晶（第4作）、園部タミ子（第8作）
- レシピ協力 - 黒川俊男（第2作）
- 助監督 - 菅原和利
- スクリプター - 杉原温子
- 番組宣伝 - 中原秀一郎（朝日放送 / 第1作 - 第4作・第7作・第8作）、相馬洋（朝日放送 / 第1作・第2作）、中村茂樹（朝日放送 / 第3作）、高内三恵子（朝日放送 / 第4作・第6作）、川井真紀（朝日放送 / 第6作）、秋枝千絵（朝日放送 / 第7作）、荒木拓人（朝日放送 / 第8作）
- 台本監修 - 船井総合研究所
- フードコーディネート - 江上料理学院（第3作）、山中肇（第3作）、赤堀博美（赤堀料理学園 / 第4作・第6作 - 第8作）
- スチール - スタジオかつむら
- 車輌 - カースタント・TA・KA、細川利昭（第4作・第6作 - 第8作）
- スタント - 佐藤賢一（JAE / 第7作）
- 彫刻手元吹替え - 世古口幸美（第7作）
- ロケーションコーディネート - 中村順子（第8作）
- 制作担当 - 菅原奈美（第1作・第2作）、市原賢治（第3作）、篠宮隆浩（第4作・第7作）、高橋誠喜（第6作）、斎藤英一（第8作）
- 制作主任 - 篠宮隆浩（第1作 - 第3作）、永原将和（第4作・第6作）、岡本健志（第7作）、稲川一男（第8作）
- 制作デスク - 吉田佳苗（第7作）
- アソシエイトプロデューサー - 川阪実由貴（第6作）
- アシスタントプロデューサー - 紺野生（第3作・第4作・第6作・第7作）、寺内史門（第8作）
- 協力
  - 第1作 - 東伊豆町観光協会、稲取温泉旅館協同組合、稲取温泉観光協会、熱川温泉旅館協同組合、熱川温泉観光協会、東伊豆町観光商工課
  - 第2作 - ANA
- 特別協力 - 稲取東海ホテル湯苑（第1作）、松前町（第3作）、松前観光協会（第3作）、松前さくら漁業組合（第3作）、温泉旅館 矢堂（第3作）、ホテル高州園（第4作）、輪島市（第4作）、能登空港利用促進協議会（第4作）、能登空港同盟会（第4作）、大分県筋湯温泉・九重 悠々亭（第2作、「ロケ協力」と表記)、慶泉（第6作）、大牧温泉観光旅館（第7作）、ルネッサンス リゾート ナルト（現 アオアヲナルトリゾート）（第8作）
- ロケ協力 - 平寿司（第1作・第2作は「江戸川橋・寿司 たいら 割烹」と表記）
  - 第1作 - KKR稲取、稲取漁業協同組合、（有）熱川農園、たかみホテル、網元料理徳造丸、スナック利ーぷ、稲取水産(株)、稲取ゴルフクラブ
  - 第2作 - 九重町商工観光課、大分県漁業協同組合 佐賀関支店、佐賀関町 富士見水産、臼杵市 商工観光課、久住町役場、大分県 宝泉寺温泉・久月、佐賀関町産業課、竹田市・岡城阯、浜離宮恩賜庭園
  - 第3作 - 松前神社、三協機械建設、田口歯科医院、高松生花店、北前屋、松前物産館、函館市観光課、函館空港ビルディング、函館山ロープウェイ、アキタ造園、池の端、漁火館、エスイーシー、金森商船、河畔亭、マルヤマ商店、花園温泉、元町マリンハウス、日本レンタカー 函館営業所
  - 第4作 - JAいしかわ輪島、輪島市朝市組合、稲中漆芸堂、稲忠グループ、ギャラリー遊庵、大藤漆器店、蔦屋漆器店、奥能登塩田村、縄文真脇温泉、御陣乗太鼓保存会、のと吉、ビッグホリデー
  - 第6作 - 伊勢志摩フィルムコミッション、鳥羽市観光戦略室、志摩市観光戦略室、伊勢市二見総合支所、鳥羽市観光協会、伊光真珠、志摩の国漁業協同組合、鳥羽磯辺漁協石崎支店、間崎自治会、岩戸館、二見興玉神社、賓日館、賢島ファミリーホテルはなや、近畿日本鉄道株式会社、株式会社キナン、企業再建・承継コンサルタント協同組合、クロスワンコンサルティング株式会社
  - 第7作 - 南砺市観光連盟、井波彫刻協同組合、井波観光協会、氷見漁業協同組合、氷見市観光協会、高岡フィルムコミッション、庄川遊覧船株式会社、（株）トヨタレンタリース富山、ニチマ倶楽部ア・ミュー、じょうはな織館[注 1]、五箇山 和紙の里、越中五箇山こきりこ唄保存会、民宿 弥次兵衛、南部白雲木彫刻工房、瑞泉寺、氷見フィッシャーマンズワーフ海鮮館[注 2]、シルクランド画廊、ビッグホリデー株式会社
  - 第8作 - 鳴門市、徳島県ロケーション・サービス、鳴門町漁業協同組合、大津農業協同組合、里浦農業協同組合、美馬市池月の湯、青木渡船、美馬市脇町南町町並み保存会、大麻比古神社、タカガワ西徳島ゴルフ倶楽部、大谷焼 矢野陶苑、国立大学法人鳴門教育大学、財団法人兵庫県国際交流協会、古賀オール
- 技術協力 - ビデオフォーカス、ニユーテレス（第1作・第2作）
- 美術協力 - テレビ朝日クリエイト（第1作）、KHKアート（第2作 - 第4作・第6作）、京映アーツ（第7作・第8作）
- 現プロデューサー - 深沢義啓（朝日放送）、黒川浩行（ユニオン映画）[注 3]、藤井貴憲（トレンド）、紺野生（トレンド）
- 旧プロデューサー - 東浦陸夫（朝日放送 / 第3作）、谷村政樹（朝日放送 / 第3作）、福永喜夫（朝日放送）
- 制作 - 朝日放送、トレンド

## 放送日程
- 第12作は「土曜ワイド劇場35周年特別企画」として放送。
- 第4作は2007年3月31日に放送予定だったが、2007年3月25日に石川県で発生した能登半島地震の被災者へ配慮し、放送日が変更となった[84]。
- 第8作は21時30分から23時21分までの放送。
- 第12作は2012年12月22日に放送予定だったが放送日が変更となった。

※12月16日の選挙特番の関係でテレビ朝日制作『松本清張没後20年2週連続ドラマスペシャル 熱い空気』の放送日が同日に移動したため。
- 第17作以降は『土曜プライム・土曜ワイド劇場』として放送。

| 話数 | 放送日        | サブタイトル | 脚本       | 監督   | 視聴率 |
| ---- | ------------- | --- | ---------- | ------ | ------ |
| 1    | 2004年2月21日 | 〜星野さつきの事件簿〜伊豆稲取で海の宝石ギンデイをゲットせよ！                                                                                          | 成瀬活雄   | 合月勇 | 18.9%  |
| 2    | 2005年1月15日 | 大分佐賀関で海の奇跡関サバをゲットせよ！ | 成瀬活雄   | 合月勇 | 14.6%  |
| 3    | 2006年4月15日 | 北海道松前で海の王者本マグロをゲットせよ！ | 清本由紀   | 合月勇 | 14.5%  |
| 4    | 2007年7月21日 | 能登半島輪島温泉を巡る究極のズワイガニと伝統の技 輪島塗の美に隠された連続殺人の謎！                                                                     | 清本由紀   | 合月勇 | 13.0%  |
| 5    | 2008年1月19日 | 仕掛人vsホテル買収人 山口県長門温泉郷をめぐる謎の連続殺人！下関のトラフグと日本海仙崎イカの究極料理！                                                   | 清本由紀   | 合月勇 | 15.5%  |
| 6    | 8月16日       | 旬を喰らう真夏の伊勢志摩！アワビの踊り食い 海女さん料理に夏野菜 真珠をめぐる謎の連続殺人事件！                                                          | 児玉頼子   | 合月勇 | 12.8%  |
| 7    | 2009年2月21日 | 秘境の一軒宿と合掌造り 氷見の寒ブリ食べつくし！連続殺人に巻き込まれた師弟愛の悲劇！                                                                     | 五十嵐暁美 | 合月勇 | 13.8%  |
| 8    | 12月05日      | 鳴門のうず潮に引き裂かれた夫婦愛！隠蔽された刑事失踪事件の真実を暴く美人妻VS仕掛人!!                                                                    | 児玉頼子   | 合月勇 | 14.2%  |
| 9    | 2010年3月27日 | 美人女将とパパラッチ!? 早春の気仙沼を巡る連続殺人！盗撮に秘められた驚愕の真実!! 究極のカキとフカヒレ三昧！                                              | 清本由紀   | 合月勇 | 11.4%  |
| 10   | 2011年8月20日 | 豪雪青森・浅虫温泉！美人料理長が振舞う極上海の幸!! 老舗旅館に生まれた兄弟の壮絶人生と連続殺人の悲劇!!                                                   | 清本由紀   | 合月勇 | 12.3%  |
| 11   | 2012年3月10日 | 世界遺産の露天風呂に謎の美女？熊野古道と那智の滝 パワースポットに渦巻く女の情念！連続殺人！死体は二度殺された!?                                         | 清本由紀   | 合月勇 | 13.4%  |
| 12   | 2013年1月12日 | 北海道洞爺湖に渦巻く美人三姉妹の陰謀!? 花嫁殺人に秘められた愛と憎しみの25年！                                                                           | 清本由紀   | 合月勇 | 13.9%  |
| 13   | 2014年3月29日 | 仙台・秋保温泉に蘇る怨讐の殺意！エリート医師の野望と謎の宿泊者たち!! 究極のおもてなしが真実を暴く！                                                     | 清本由紀   | 合月勇 | 10.5%  |
| 14   | 8月16日       | 南部鉄器の美人職人と美肌効果の露天風呂！10年前に死んだはずの恋人が帰ってきた!? 八幡平の大自然と秘湯をめぐる連続殺人の謎！                               | 清本由紀   | 合月勇 | 11.4%  |
| 15   | 2015年3月28日 | 出雲大社が結んだ美人女将の数奇な縁！パワーストーンの神秘が運命を変えた？美肌の玉造温泉と宍道湖を巡る愛憎の連続殺人!!                                    | 清本由紀   | 合月勇 | 09.7%  |
| 16   | 10月24日      | 鹿児島県指宿の天然砂蒸し温泉！7年熟成された鰹節でとる究極の出汁 20年間の怨讐を秘めた薩摩切子！殺人事件に翻弄された美人若女将の後継奮闘記!!              | 桑原裕子   | 合月勇 |        |
| 17   | 2016年4月16日 | 香川うどん県こんぴら温泉！瀬戸内海の孤島に甦る哀しみの兄妹伝説!? 掘り起こされた頭蓋骨と復讐鬼の父子殺人！届かない母への愛と真心の郷土料理               | 岡本貴也   | 合月勇 |        |
| 18   | 8月13日       | 世界自然遺産・知床 オホーツクに沈む夕陽！天に続く道！大自然の秘湯!! 地の涯に逃げた女と謎の美少女!? ワケあり同級生を巻き込んだ連続殺人事件の驚愕の真実!! | 清本由紀   | 雨宮望 |        |

- 視聴率はビデオリサーチ調べ、関東地区・世帯